# Ernst Grünfeld (Ökonom)
Ernst Grünfeld (* 11. September 1883 in Brünn, Österreich-Ungarn; † 10. Mai 1938 in Berlin) war ein aus Mähren stammender Wirtschafts- und Sozialwissenschaftler. Er begründete die deutsche Lorenz-von-Stein-Forschung und war einer der führenden Genossenschaftstheoretiker seiner Zeit. Seine posthum veröffentlichte Schrift Die Peripheren. Ein Kapitel Soziologie wurde in der deutschen Nachkriegs-Soziologie vielfach als Emigrations-Buch fehlinterpretiert und gilt inzwischen als eines der großen Bücher der Inneren Emigration.

## Leben
Ernst Grünfeld wurde als Sohn des Lederwarenfabrikanten, Abgeordneten zum mährischen Landtag und türkischen Konsuls Arnold Abraham Grünfeld (24. Dezember 1848 – 17. Mai 1919) und dessen Ehefrau Annie, geborene Haas (23. Mai 1859 – 27. Dezember 1936), im damaligen Kronland Mähren der Donaumonarchie geboren. Die Eltern waren zum katholischen Glauben übergetreten. Sein älterer Bruder war der Musikschriftsteller Paul Stefan Grünfeld.
Ernst Grünfeld legte die Reifeprüfung am Gymnasium Brünn ab, diente 1901–1902 als Freiwilliger in einem Dragonerregiment der k. u. k. Armee und war danach Landwirtschaftsvolontär auf einem Gut bei Troppau. Er studierte Landwirtschaft (Examen als Diplom-Landwirt) an der Hochschule für Bodenkultur in Wien und dann Volkswirtschaft und Staatswissenschaften an den Universitäten von Wien, Leipzig und Halle, wo er 1908 zum Dr. phil. promoviert wurde. Der Titel seiner Dissertation lautete: Die Gesellschaftslehre von Lorenz von Stein, Referent war Heinrich Waentig.
Von 1910 bis 1912 arbeitete er im Ostasiatischen Wirtschaftsarchiv der Südmandschurischen Eisenbahn AG in Tokio und unternahm von dort aus Reisen in die Mandschurei und nach Korea. 1913 habilitierte er sich an der Universität Halle mit der Arbeit Die Hafenkolonien in China. Am Ersten Weltkrieg war er als Offizier des österreichischen Landsturms beteiligt. Dabei wurde er hoch dekoriert (Franz-Joseph-Orden) und zum Rittmeister befördert. 1918 heiratete er die Schauspielerin Valerie Nowotny. Ab 1919 lehrte Grünfeld an der Universität Halle, seit 1929 als erster ordentlicher Professor für Genossenschaftswesen in Deutschland.
1925 hatte Grünfeld die preußische Staatsangehörigkeit angenommen und war mit seiner Ehefrau zur Evangelischen Kirche übergetreten. Politisch betätigte er sich anfangs in der Deutschen Demokratischen Partei und wechselte nach deren Selbstauflösung 1930 zur Deutschen Staatspartei, für die er bis zur nationalsozialistischen Machtübernahme 1933 als Stadtverordneter in Halle tätig war.

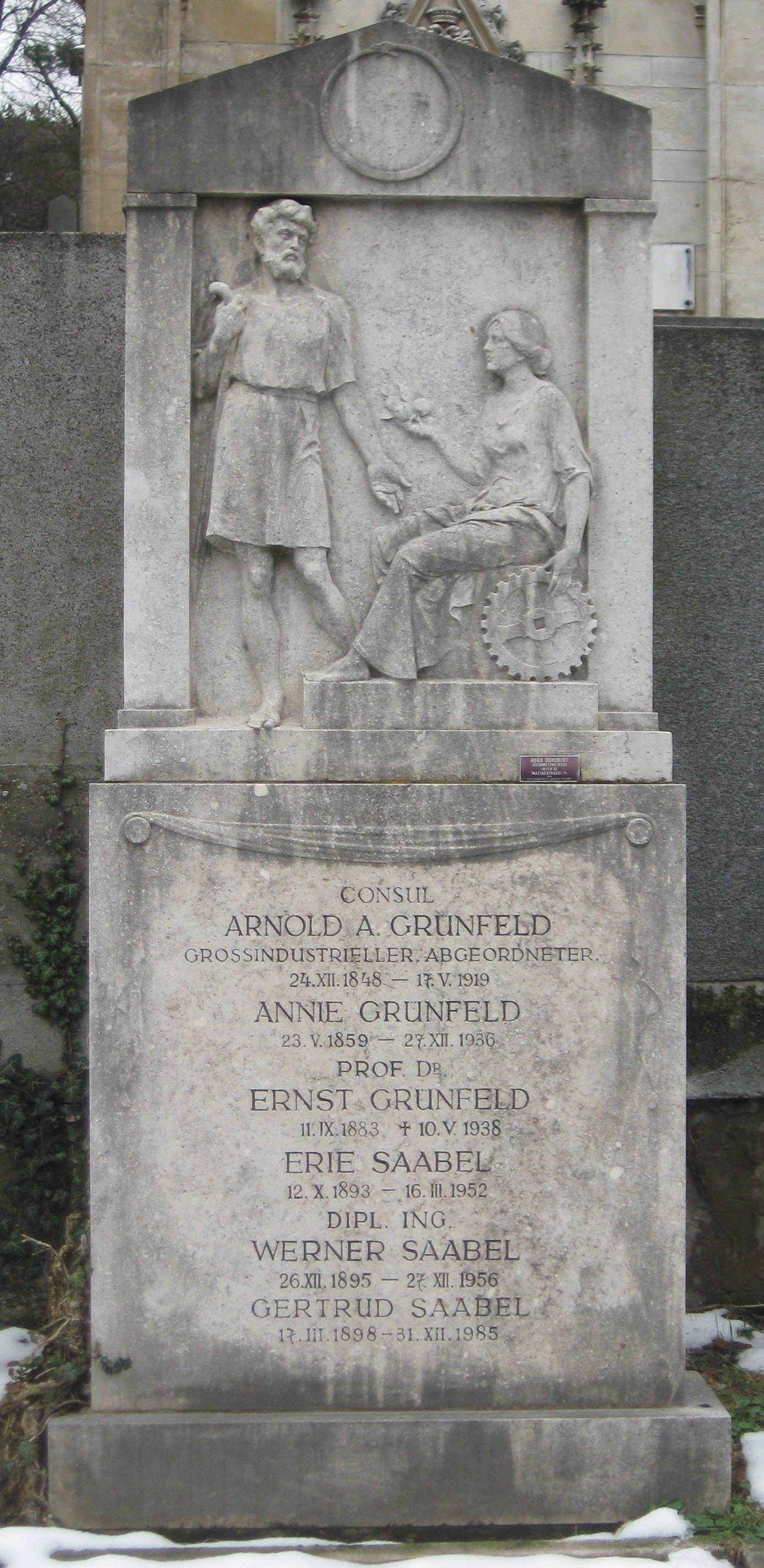
Das Grab auf dem Hietzinger Friedhof

Wegen seiner jüdischen Herkunft und seiner missliebigen politischen Betätigung wurde er auf Grund des Gesetzes zur Wiederherstellung des Berufsbeamtentums im Mai 1933 von der Universität beurlaubt und im September 1933 entlassen, obschon Kriegsteilnehmern eine „Schonfrist“ bis 1935 eingeräumt worden war. Der Lehrstuhl für Genossenschaftswesen wurde in einen für Betriebswirtschaftslehre umgewandelt.
Über seine letzten Jahre ist wenig bekannt, über sein Lebensende gibt es widersprüchliche Angaben, die sich besonders in der Rezeptionsgeschichte seine Buches Die Peripheren widerspiegeln. Bei Wittebur heißt es, Grünfeld sei 1936 in die Niederlande emigriert und dort 1938 verstorben. Von Seiten der Universität Halle wird festgehalten, Grünfeld sei nach seiner Entlassung nach Berlin umgezogen und habe dort 1938 Selbstmord begangen, weil dem kinderlosen „nichtarischen“ Ehepaar die Adoptivtochter Irene entzogen worden sei. Dies wird von Papcke und Stieglitz/Zeillinger ebenso dargestellt.
Grünfelds Leichnam wurde in Berlin exhumiert und am 17. April 1951 in dem von Richard Kauffungen gestalteten Grab seiner Eltern auf dem Hietzinger Friedhof (Gruppe 7, Nr. 6) in Wien beigesetzt.
In Halle wurde der „Ernst-Grünfeld-Weg“ nach ihm benannt.

## Bedeutung für die Sozialwissenschaft
Grünfeld leistete in mehreren Themenfeldern der Sozialwissenschaft Besonderes. Er begründete die deutsche Lorenz-von-Stein-Forschung und wies damit der Soziologiegeschichtsschreibung neue Wege. Seine Beiträge zur Entwicklung der Genossenschaften und zu ihrer sozialen Korrektivfunktion waren für reformpolitische Diskussionen bahnbrechend. Mit seinem posthum veröffentlichten Werk Die Peripheren schloss er konstruktiv an den Exkurs über den Fremden von Georg Simmel an und leistete zudem den ersten deutschen Beitrag zu Forschungen über den „marginal man“, die von Robert Ezra Park ausgegangen waren. Schon vor dem Ersten Weltkrieg hatte er sich im Zusammenhang mit der japanischen Arbeitsmigration ausführlich Problemen der sozialen Randständigkeit gewidmet.

## „Die Peripheren“

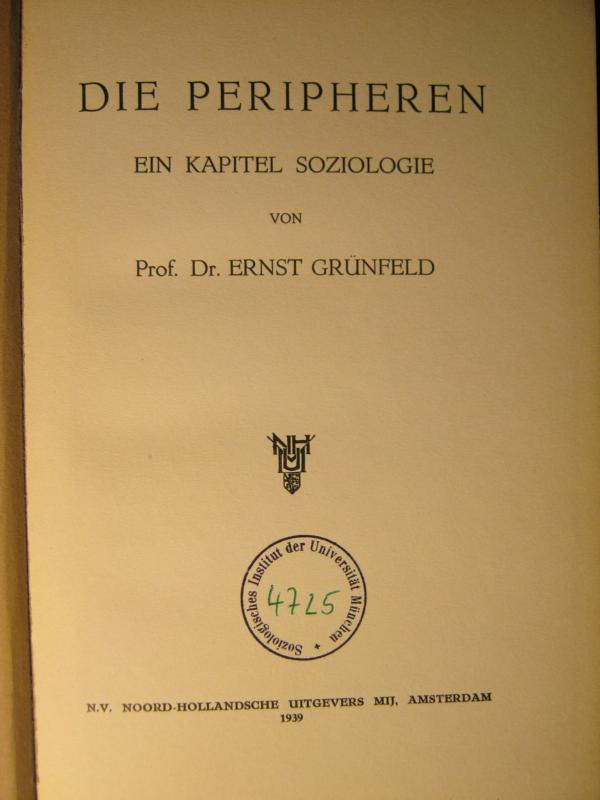

1939 erschien Grünfelds Werk Die Peripheren. Ein Kapitel Soziologie posthum in Amsterdam. Darin greift Grünfeld das bereits von Georg Simmel dargestellte Problem des Fremden auf. Er unterteilt die Peripheren in zwei Gruppen, die der Fremden und der (nichtfremden) Ausgesonderten. Ob Fremde oder Ausgesonderte als Randseiter oder Außenseiter zu beschreiben sind, sei eine Frage der Distanz zum Gebilde, „von dem oder zu dem eine neue Distanz gewonnen wurde.“ Grünfeld betont in seiner Untersuchung insbesondere die Erfahrung des Ausgesondertseins:
„Wer solche Erlebnisse hinter sich hat, ist, wenn er nicht ganz stumpfsinnig ist, natürlich ein anderer Mensch geworden. Den einen erhebt so ein Erlebnis, den anderen drückt es nieder. Aber das Merkmal des aussondernden Erlebnisses wird sobald nicht aus der Seele des Peripheren getilgt werden können.“
René König liest Die Peripheren trotz „völlig sachzugewandter Systematik“ als Grünfelds soziologische Bearbeitung eigener Emigrationserfahrungen. Dies ist laut Papcke ein Irrtum, dem auch Richard Albrecht und Rainer Lepsius aufsitzen, weil Grünfelds letztes und bekanntestes Buch in den Niederlanden erschien. Nach Recherchen von Sven Papcke wurde das Buch von Grünfelds Witwe Valerie bei ihrer Emigration nach seinem Tod in die Niederlande geschmuggelt. Grünfeld hatte Die Peripheren in Deutschland, in der inneren Emigration geschrieben und so authentisch von der Erfahrung des Ausgesonderten berichtet, dass es wirkte wie eine „sozialwissenschaftliche Rechenschaft des Exils als Lebensform.“
Valerie Grünfeld schrieb im Vorwort der Peripheren:
„Mein Mann gehörte zu den Ersten, die das Geheimnis zu lüften suchen, das all die Menschen umgibt, die durch Geburt, Schicksal oder Schuld an die Peripherie ihres Lebenskreises gestellt werden.“
Laut Sven Papcke ist Grünfelds theoretische Aufarbeitung der „administrativ-gezielten Aussonderung ganzer Bevölkerungsgruppen (…) eines der wenigen großen Bücher der inneren Emigration.“

## Schriften
Autor
- Lorenz von Stein und die Gesellschaftslehre. (Dissertation). Kaemmerer, Halle 1908
Nachdrucke:
(Sozialwissenschaftliche Studien. Band 1). G. Fischer, Jena 1910.
DOGMA, Bremen 2012, ISBN 978-3-95454-791-3.
- Die Hafenkolonien in China. (Habilitationsschrift). In erweiterter Fassung erschienen als
Hafenkolonien und kolonieähnliche Verhältnisse in China, Japan und Korea. G. Fischer, Jena 1913.
- Die japanische Auswanderung. (Mittheilungen der deutschen Gesellschaft für Natur- und Völkerkunde Ostasiens. 14. Supplement). Behrend, Berlin 1913 und Hobunsha, Tokio 1913.
- Ratgeber für die Studierenden der Nationalökonomie an der Universität Halle. Niemeyer, Halle 1920; 2. Auflage 1921.
- Die deutsche Außenhandelskontrolle (Die Politik der Sperren) vom Kriegsausbruch bis zum Inkrafttreten des Friedensvertrages. (Bonner Staatswissenschaftliche Untersuchungen. Band 2). K. Schroeder, Bonn 1922.
- Anleitung zum selbständigen Arbeiten für Volkswirte. G. Fischer, Jena 1922.
- Die Genossenschaften. (Reihe Die deutsche Wirtschaft und ihre Führer. Bd. 8). Gemeinsam mit Otto Gennes und Theodor O. Cassau. Flamberg, Gotha 1925.
- Das Genossenschaftswesen, volkswirtschaftlich und soziologisch betrachtet. (Handbuch des Genossenschaftswesens. Vier Bände. Hrsg. von Julius von Gierke, Karl Hildebrand und Ernst Grünfeld. Band 1). H. Meyer, Halberstadt 1928.
- Genossenschaftswesen, seine Geschichte, volkswirtschaftliche Bedeutung und Betriebswirtschaftslehre. Spaeth & Linde, Berlin 1929.
- Die Peripheren. Ein Kapitel Soziologie. N.V. Noord-Hollandsche Uitgevers Mij., Amsterdam 1939.

Herausgeber
- Hallische Hochschulhefte. Niemeyer, Halle.
- Soziale Organisationen der Gegenwart. Zeitschrift. C. L. Hirschfeld, Leipzig und H. Meyer, Halberstadt. 1924

Einleitungen und Vorworte
- Vahan Totomianz: Einführung in das Genossenschaftswesen. Aus dem Russischen übersetzt von Sophrone Miujekidse. Mit einem Vorwort von Ernst Grünfeld. H. Meyer, Halberstadt 1925.
- Charles Gide: Der Kooperatismus. Nach der 5. Auflage übersetzt von Kurt Bretschneider und eingeleitet von Ernst Grünfeld. H. Meyer, Halberstadt 1929.

Übersetzer
- Adam Smith: Eine Untersuchung über Natur und Wesen des Volkswohlstandes. Drei Bände. Unter Zugrundelegung der Übersetzung Max Stirners mit einer Einleitung von Heinrich Waentig. G. Fischer, Jena 1920 bis 1923.